# Roberto Pregadio
Roberto Pregadio (Catane, 6 décembre 1928 - Rome, 15 novembre 2010 ) est un compositeur et chef d'orchestre italien.

## Biographie
Après avoir étudié le piano au conservatoire de Naples, Roberto Pregadio devint pianiste régulier au sein de l'orchestra di Musica leggera della Rai de 1960 à 1963. Professeur de piano au Conservatoire de Frosinone pendant de nombreuses années, il poursuivit dans le même temps une activité de chef d'orchestre.
Il composa pour la radio et la télévision, mais aussi de nombreuses musiques de films italiens, notamment de westerns spaghetti dans les années 1960. On lui doit notamment le thème d'ouverture de Le Dernier des salauds (Il Pistolero dell'Ave Maria) (1969), parfois comparé à l'Homme à l'Harmonica de Il était une fois dans l'Ouest d'Ennio Morricone.

## Filmographie partielle
- 1962 : Gli italiani e le donne de Marino Girolami
- 1963 : La pupa de Giuseppe Orlandini
- 1966 : Il gioco delle spie de Paolo Bianchini
- 1967 : La sfinge d'oro de Luigi Scattini
- 1967 : Le Dernier Tueur de Giuseppe Vari
- 1968 : Le Diable sous l'oreiller de José María Forqué
- 1968 : Quand je tire, c'est pour tuer de Giuseppe Vari
- 1968 : Ciccio perdona... Io no! de Marcello Ciorciolini
- 1968 : Eva, la Venere selvaggia de Roberto Mauri
- 1968 : Satanik de Piero Vivarelli
- 1969 : L'Enfer des Philippines de Giuseppe Vari
- 1969 : Les Biches suédoises de Silvio Amadio
- 1969 : Commissaire X et les Trois Serpents d'or de Roberto Mauri
- 1969 : Le Dernier des salauds de Ferdinando Baldi
- 1969 : Indovina chi viene a merenda ? de Marcello Ciorciolini
- 1969 : Puro siccome un angelo papà mi fece monaco... di Monza de Giovanni Grimaldi
- 1969 : Franco, Ciccio e il pirata Barbanera de Mario Amendola
- 1970 : Franco e Ciccio sul sentiero di guerra d'Aldo Grimaldi
- 1970 : Il clandestino de Pino Mercanti
- 1970 : Principe coronato cercasi per ricca ereditiera de Giovanni Grimaldi
- 1971 : Mazzabubù... Quante corna stanno quaggiù? de Mariano Laurenti
- 1971 : Erika de Filippo Walter Ratti
- 1971 : Mallory 'M' comme la mort (Il mio nome è Mallory... M come morte) de Mario Moroni
- 1971 : La ragazza dalle mani di corallo de Luigi Petrini
- 1971 : Le Retour d'Ivanhoé de Roberto Mauri
- 1972 : Les Nouveaux contes érotiques de Boccace de Marino Girolami
- 1972 : Decameron n° 4 - Le belle novelle del Boccaccio de Paolo Bianchini
- 1974 : Sesso in testa de Sergio Ammirata
- 1974 : Comment faire cocu les maris jaloux de Silvio Amadio
- 1974 : Les Polissonnes excitées de Silvio Amadio
- 1974 : L'eredità dello zio buonanima d'Alfonso Brescia
- 1975 : Si douce, si perverse de Silvio Amadio
- 1975 : La lycéenne a grandi de Silvio Amadio
- 1976 : Emmanuelle bianca e nera de Mario Pinzauti
- 1976 : Horreurs nazies, le camp des filles perdues de Sergio Garrone
- 1976 : Voto di castità de Joe D'Amato
- 1977 : Roses rouges pour le Führer de Sergio Garrone
- 1977 : Amore all'arrabbiata de Carlo Veo
- 1978 : Les mouettes volent bas de Giorgio Cristallini
- 1978 : La Dernière Maison sur la plage de Franco Prosperi
- 1978 : Le Règne de Naples de Werner Schroeter
- 1979 : La parte più appetitosa del maschio de Lorenzo Magnolia
- 1980 : Il medium de Silvio Amadio
- 1980 : Une fille pour les cannibales de Jesús Franco
- 1980 : Secrets d'adolescentes de Roberto Girometti
- 1982 : Gunan il guerriero de Franco Prosperi
- 1983 : Invitations recto-verso pour petites bourgeoises de Claudio Perone
- 1992 : L'ultimo innocente de Pietro Nardi

## Illustrations

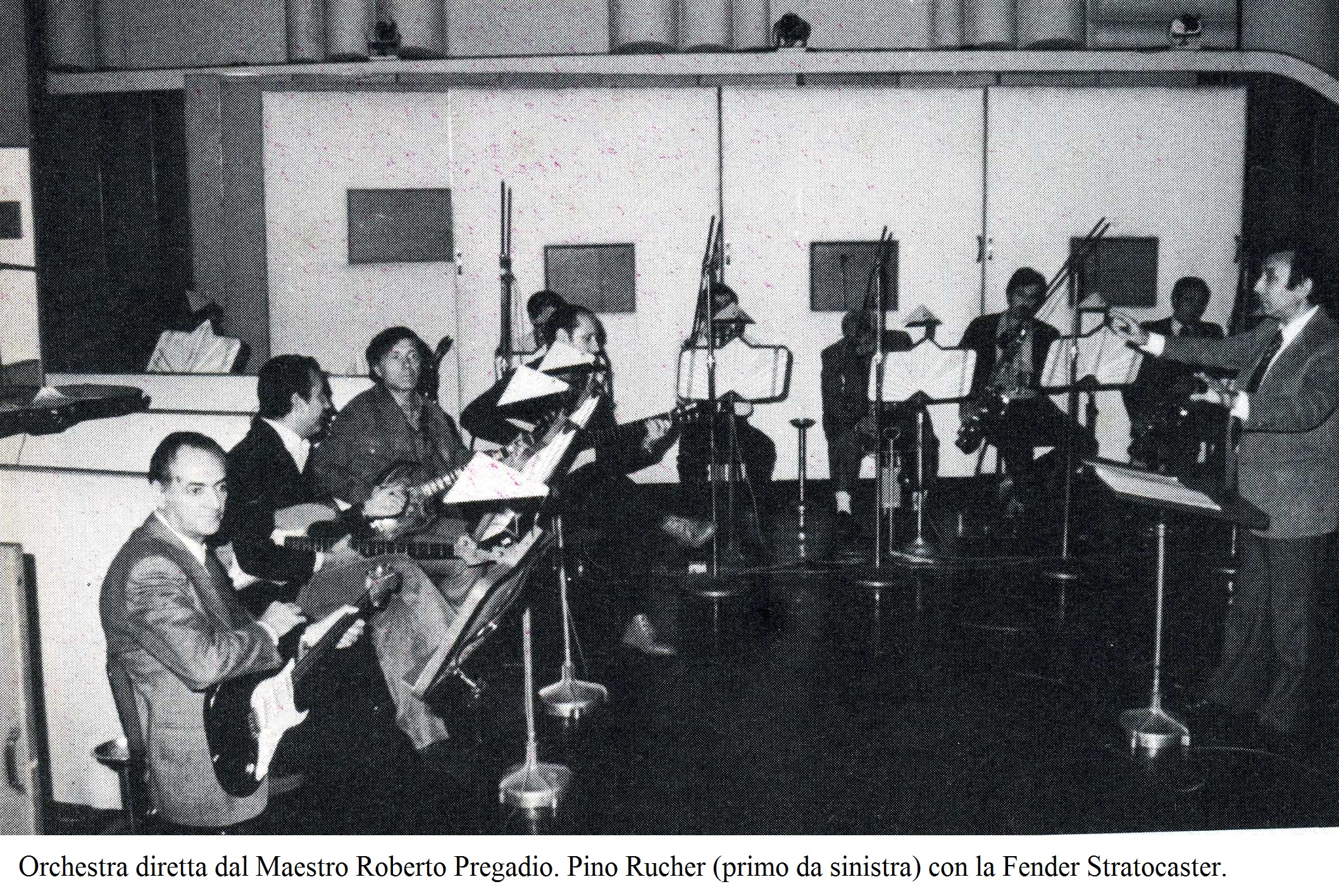
Orchestre de la RAI dirigé par Roberto Pregadio (premier à droite)